# Benoît Sillard
Pour les articles homonymes, voir Sillard.
Benoît Claude Marie Sillard, né le 27 novembre 1958 à Versailles, est un dirigeant d'entreprise français.

## Biographie

### Études et débuts
Élève à l'école Saint-Exupéry de Versailles, Benoît Sillard suit à Paris I-Panthéon Sorbonne et à Paris II-Panthéon Assas une formation initiale en droit et en sciences politiques, sanctionnée par une licence d'histoire et une des sciences de la communication et de l'information, un diplôme de l'Institut de droit comparé, un DEA de droit et un DEA de sciences politiques, ainsi qu'une maîtrise de sociologie.
Attaché de direction à l'Institut de recherches agronomiques tropicales entre 1980 et 1981, il travaille à partir de 1983 dans le secteur bancaire, en qualité de responsable de financement aux entreprises puis directeur d'agence à la Banque Sovac.

### Carrière dans la radio
En 1986, il est appelé par Philippe de Villiers, secrétaire d'État auprès du ministre de la Culture et de la Communication, comme chef de cabinet. Le secrétaire d'État démissionne après un an, et Benoît Sillard prend le poste de directeur de cabinet du président de Radio France internationale. L'année suivante, en 1988, il intègre la direction générale du groupe de presse de Robert Hersant en qualité de directeur, poste qu'il conservera et jusqu'en 1993, tout étant administrateur délégué du groupe en Espagne de 1988 à 1990. 
Robert Hersant le nomme également directeur général de Fun Radio en 1989, puis quand la Compagnie luxembourgeoise de télédiffusion rachète la station en 1993, il en devient président directeur général, poste qu'il occupe jusqu'au 3 novembre 1997, où son départ est accompagné d'un plan de licenciement massif. C'est l'époque où la radio vise un public jeune, notamment avec l'émission Lovin' Fun et la matinale animée par Arthur. 
Après son départ de la station, il a créé en 1998 le magazine Glory arrêté après 8 numéros, puis investit dans le monde de l'Internet. Il fonde l'entreprise BeWeb, proposant des solutions de commerce en ligne pour les PME et crée la société TV-Radio spécialisé dans les solutions de streaming sur Internet. Il est vice-président du groupement des éditeurs de services en ligne (Geste) en 2001 et 2002.

### Carrière dans le numérique
Il retrouve le chemin des ministères en mai 2003, il devient sous-directeur aux technologies de l’information et de la communication pour l’enseignement scolaire et supérieur (SDTICE) au Ministère de l'Éducation nationale. En décembre 2003, Benoît Sillard est nommé Délégué interministériel aux usages de l'internet auprès du ministre de la Recherche, il lance entre autres l'opération "Micro-Portable étudiant pour 1€". 
Fin janvier 2007, il se met en disponibilité pour création d'entreprise. À partir du 27 juillet 2007, il est cogérant de la SARL QUIDEA, éditeur du site internet CommentCaMarche.net dont il détient 25 % du capital social. En collaboration avec le fondateur du site, Jean-François Pillou, il le déploie dans 6 langues. En 2008, avec Eric Roig et Pierrick Hordé, il lance les versions Droit-Finances et Santé-Médecine. CommentCaMarche rachète en septembre 2010 le groupe français Benchmark Group (Linternaute.com, Journaldunet.com, Journaldesfemmes.com, Copains d'Avant…), Benoît Sillard prenant la présidence du nouvel ensemble.
Le groupe CCM Benchmark est racheté par Le Figaro le 29 octobre 2015, Benoit Sillard quitte ses fonctions et le groupe. Il est remplacé à la présidence du Groupe Le Figaro- CCM Benchmark par Marc Feuillée.

## Ouvrages
- « Maîtres ou esclaves du numérique ? 2049 : Internet, notre second cerveau », de Benoît Sillard, Editions Eyrolles, 246 pages, mai 2011[4].

## Autres fonctions
- Vice-président de Bel RTL (1996)
- Gérant de Fun TV (1997-98)
- Directeur radio pour les pays francophones de CLT-UFA Group (1997-98)
- Président de la Fondation d'entreprise Fun Radio pour la nouvelle génération
- Fondateur (en 1990) de l'association Vive la Radio qu'il préside 2 ans, et dont il devient président d'honneur en 1994
- Membre de la Commission nationale du spectacle de 1993 à 1998
- Président du Syndicat des réseaux radiophoniques nationaux de 1990 à 1993 puis de 1995 à 1998
- Président de l'association européenne des radios (AER) de 1995 à 1998, dont il a été précédemment administrateur en 1992 et 1993, et secrétaire général en 1994

## Distinctions
- Chevalier de l'ordre national du Mérite (décret du 7 mai 2007[5])
- Médaille de la Défense nationale, échelon bronze[1]